# Ternowa (Tschuhujiw)
Ternowa (ukrainisch Тернова; russisch Терновая Ternowaja) ist ein Dorf in der ukrainischen Oblast Charkiw mit etwa 3000 Einwohnern (2001).
Das im frühen 18. Jahrhundert gegründete Dorf (anderen Quellen nach 1695) liegt am Ufer des Udy 20 km westlich vom Rajonzentrum Tschuhujiw und 33 km südöstlich vom Oblastzentrum Charkiw. Am Dorf entlang verläuft die Bahnstrecke Charkiw–Balaschow.
Am 12. Juni 2020 wurde das Dorf ein Teil der neugegründeten Siedlungsgemeinde Nowopokrowka, bis dahin war sie ein Teil der Siedlungsratsgemeinde Wwedenka (Введенська селищна рада/Wwedenska selyschtschna rada) im Westen des Rajons Tschuhujiw.